# Електрическо съпротивление
Електрическото съпротивление е физична величина, характеризираща способността на материалите да се съпротивляват на електрическия ток, който протича през тях. Прието е да се означава с R или r.
Съпротивлението при постоянен ток се определя като отношението на електрическата потенциална разлика към тока в проводник, в който няма електродвижещо напрежение.
Законът на Ом за съпротивлението на част от веригата е:
{\displaystyle R={U \over I}}.
При това различаваме постоянна стойност на съпротивлението или моментна стойност (при промяна на тока или напрежението с времето).
Активното съпротивление при променлив ток е реалната част от комплексното съпротивление (импеданса).
Реактанс (реактивно съпротивление) се нарича имагинерната част от комплексното съпротивление.
Измервателната единица за електрическо съпротивление според системата SI е ом и се означава с гръцката буква Ω. 1 Ω (един ом) е електрическото съпротивление на проводник, върху който ток от 1 A (един ампер) предизвиква пад на напрежение 1 V (един волт).
Понастоящем най-точното възпроизвеждане на единицата става с помощта на квантовия ефект на Хол, като еталонът се намира при температура под 4 К.